# اچ‌ام‌اس ناساو (۱۷۰۶)
اچ‌ام‌اس ناساو (۱۷۰۶) (به انگلیسی: HMS Nassau (1706)) یک کشتی بود که طول آن ۱۵۰ فوت ۶ اینچ (۴۵٫۹ متر) بود.